# Восход (Сахалінська область)
Восход (рос. Восход) — село у Тимовському міському окрузі Сахалінської області Російської Федерації.
Населення становить 468 осіб (2013).

## Історія
Від 1963 року належить до Тимовського міського округу Сахалінської області.

## Населення
| 1939 | 2002 | 2010 | 2013 |
| ---- | ---- | ---- | ---- |
| 474  | ↗635 | ↘501 | ↘468 |